# دونالد كروز
دونالد كروز (بالإنجليزية: Donald Crews)‏ هو رسام توضيحي وكاتب وكاتب للأطفال أمريكي، ولد في 30 أغسطس 1938 في نيوآرك في الولايات المتحدة.